# Casuarina cunninghamiana
Espèce
Synonymes
- Casuarina cunninghamiana subsp. cunninghamiana[1]
- Casuarina equisetifolia var. microcarpa F.Muell.[1]

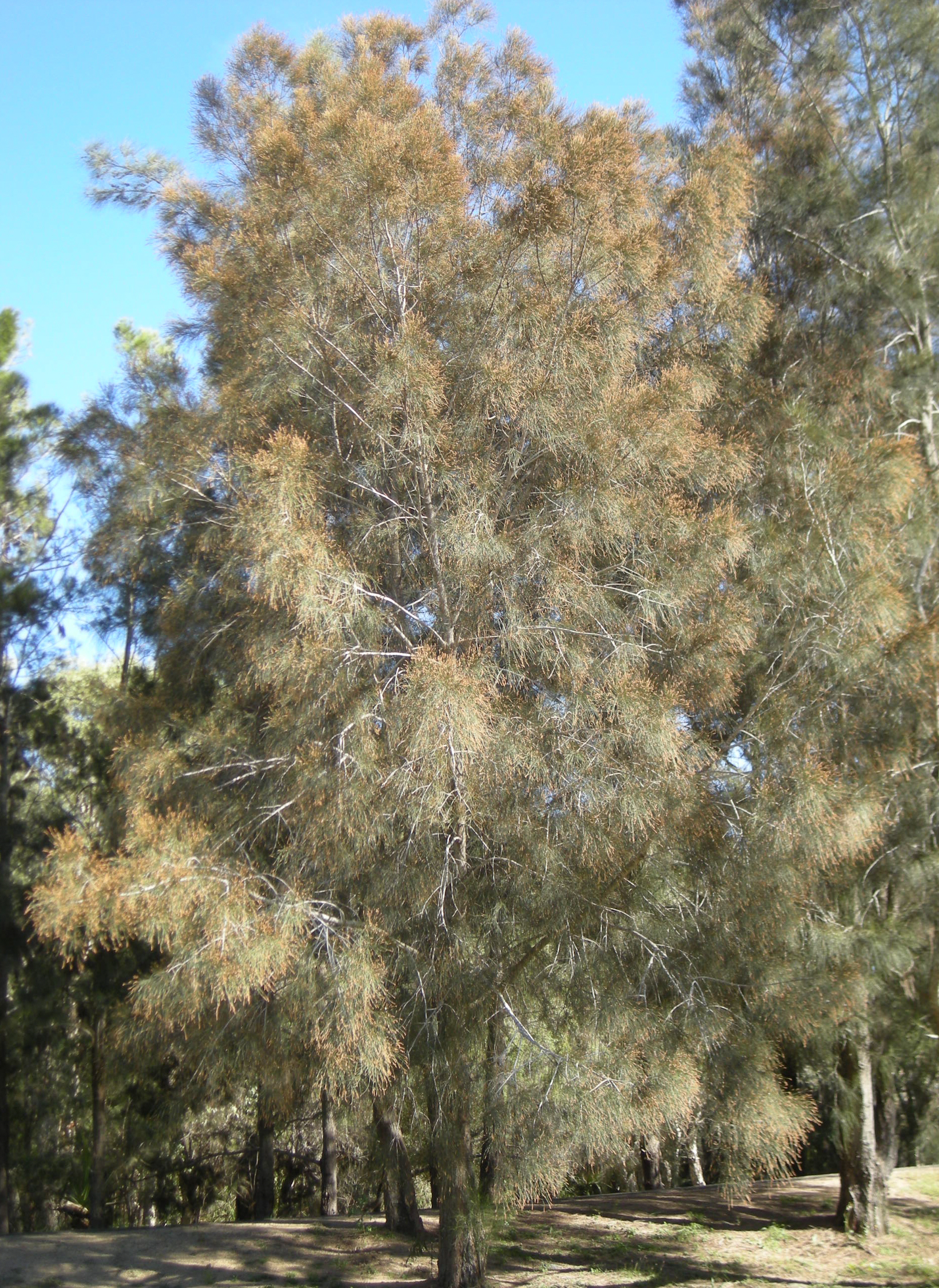
Casuarina cunninghamiana en fleurs.

Casuarina cunninghamiana, le pin australien, est une espèce de plantes dicotylédones de la famille des Casuarinaceae, d'origine australienne. Ce sont des arbres pouvant atteindre 35 mètres de haut. 
L'espèce est dioïque (fleurs mâles et fleurs femelles sur des pieds séparés). Elle est considérée comme envahissante dans certaines régions. 
Un spécimen de Casuarina cunninghamiana, situé au débarcadère d'Alcoutim (Portugal), est classé comme un « arbre d'intérêt public » depuis 1999.

## Description

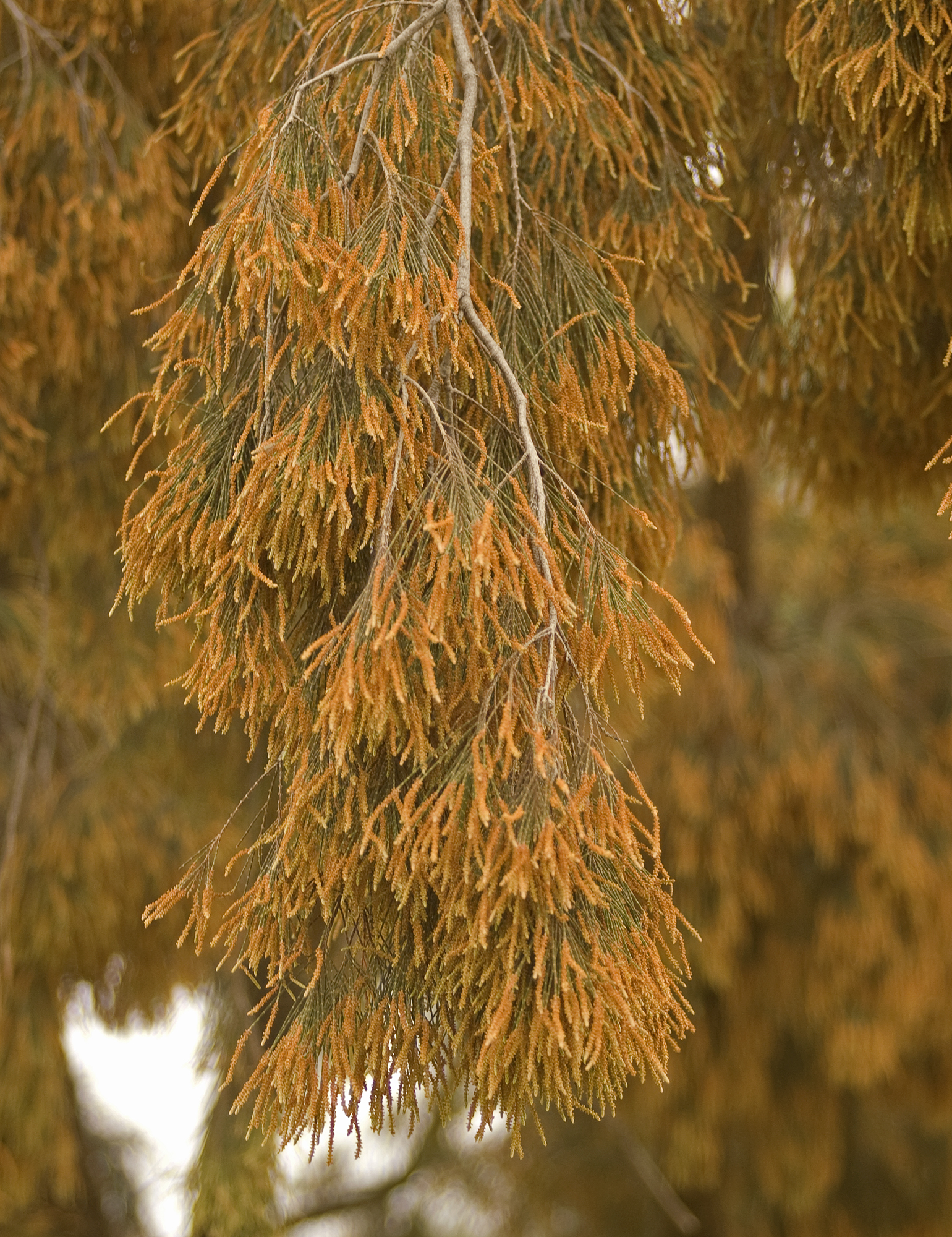
Fleurs mâles de la sous-espèce Casuarina cunninghamiana subsp. cunninghamiana.

Casuarina cunninghamiana  est un arbre attrayant, à feuilles persistantes en forme de fines aiguilles vert-grisâtre, qui peut atteindre 35 mètres de haut sur 10 mètres de large,. 
Le tronc, généralement dressé, a une écorce rugueuse et dense. Les fleurs sont brun-rougeâtre chez le mâle et rouge chez la femelle. Le tronc, généralement dressé, a une écorce rugueuse et dense. Les cônes, d'environ 10 mm de long, sont petits, presque ronds à allongés.

## Distribution et habitat
Ces arbres se rencontrent généralement dans des endroits ensoleillés sur les rives des cours d'eau et zones marécageuses. C'est une espèce reconnue comme importante pour stabiliser les berges et prévenir l'érosion du sol qui tolère les sols humides et secs. Leur feuillage est très apprécié par le bétail. Casuarina cunninghamiana est tolérant au gel jusqu'à environ -8 °C et est largement utilisé efficacement comme plante-écran. Il est utile dans les sites venteux et convient également aux zones côtières. Casuarina cunninghamiana a été introduit dans divers pays pour l'agroforesterie.

## Sous-espèces
On en connaît deux sous-espèces :
- Casuarina cunninghamiana subsp. cunninghamiana : grand arbre pouvant atteindre 35 mètres de haut ; est de la Nouvelle-Galles du Sud, nord et est du Queensland[4],[5] ;
- Casuarina cunninghamiana subsp. miodon : petit arbre d'au plus douze mètres de haut ; Daly River et Terre d'Arnhem dans le Territoire du Nord  et le golfe de Carpentarie dans le Queensland[4],[5].